# Maransis trilineatus
Maransis trilineatus är en insektsart som först beskrevs av Carl Stål 1875.  Maransis trilineatus ingår i släktet Maransis och familjen Diapheromeridae. Inga underarter finns listade i Catalogue of Life.